# 田村學造
田村 學造（たむら がくぞう、1924年（大正13年）8月20日 - 2002年（平成14年）12月14日）は日本の農芸化学者、微生物学者。農学博士、東京大学名誉教授、文化功労者。

## 略歴
父・憲造、母・要子の次男として生まれる。憲造は東京帝国大学医学部教授でカンフルやジギタリスといった強心剤の研究で知られており、親子2代で学士院賞を受賞し、学士院会員に推挙されている。兄・善蔵も東京大学薬学部教授という学者一族である。學造は成蹊高等学校を経て、東京帝国大学農学部農芸化学科に進学し、発酵学講座にて坂口謹一郎教授の指導を受ける。卒業後しばらく農林省水産試験場の嘱託をしていたが、1949年に坂口の下で助手に採用され、1959年には坂口の後任となった有馬啓教授のもとで助教授となった。1969年に新設された微生物学講座の教授となり、1985年の停年まで奉職した。退官後は東京理科大学に移り、まもなく株式会社醸造資源研究所の所長となり研究活動を続けた。2002年胃がんのため入院し、12月14日午後2時26分逝去。正四位追賜。葬儀の際、棺に火落酸キニーネ塩の結晶をいれたという。

### 年表[3]
- 1947年（昭和22年）
  - 9月 - 東京帝国大学農学部農芸化学科卒業
  - 10月 - 農林省水産試験場嘱託
- 1949年（昭和24年）6月 - 東京帝国大学農学部農芸化学科発酵学講座助手（坂口謹一郎教授）
- 1958年（昭和33年）4月 - 農学博士
- 1959年（昭和34年）6月 - 同助教授（有馬啓教授）
- 1969年（昭和44年）6月 - 微生物学講座教授
- 1985年（昭和60年）
  - 3月 - 定年退官
  - 4月 - 東京理科大学理工学部応用生物学科教授
  - 5月 - 東京大学名誉教授
- 1988年（昭和63年）4月 - 醸造資源研究所所長、東京農業大学客員教授
- 1995年（平成7年）12月 - 学士院会員

## 業績
坂口研究室に所属する際に、テーマとして提示された「微生物の生育因子」と「抗生物質」の中から前者を選択。栄養要求の複雑な乳酸菌を合成培地で生育させることで、アミノ酸やビタミンの定量を行うマイクロバイオアッセイ法の研究に取り組む。
主な業績としては以下の通り
- 火落酸の発見
- コレステロールからステロイドホルモン合成の成功
- メバロン酸のペプチドグリカン生合成への関与の証明
- アスコクロリンの発見
- ツニカマイシンの発見
- ブレフェルディンAによる小胞輸送の阻害の発見

### 火落酸の発見
日本酒が醸造過程で腐敗する火落ちの原因菌は日本酒の中の未知の生育因子を要求することが分かっていた。その因子を麹菌が生産していることを突き止め、単離精製して化学構造を決定し「火落酸」(hiochic acid)と命名した（1956年）。同年アメリカMerckのK.Folkersらがニワトリの成長因子の探索中に同じ物質を同定してメバロン酸(mevalonic acid)と命名しており、1958年にこれらが同一物であることが確認された。

### 新規抗生物質の発見
1965年ごろから、ニワトリ胚繊維芽細胞にニューキャッスル病ウイルスを感染させる系で抗ウイルス抗生物質のスクリーニングを開始。糸状菌や放線菌から、アスコクロリン（1968年）、ツニカマイシン（1971年）など多くの新規物質を発見している。

## 主要論文
- 田村學造, 角田俊直, 桐村二郎, 坂口謹一郎 ほか、「乳酸菌による蛋白質の榮養價の測定に就て(豫報)」 『日本農芸化学会誌』 1950年 24巻 9号 p.422-428 ,doi:10.1271/nogeikagaku1924.24.422, 日本農芸化学会
- 角田俊直, 石塚善太郎, 宮澤滋, 田村學造、「微生物定量法による釀造醤油のアミノ酸組成に就て」 『日本農芸化学会誌』 1952年 26巻 9号 p.477-480, doi:10.1271/nogeikagaku1924.26.477, 日本農芸化学会
- AKIRA TAKATSUKI, KEI ARIMA, GAKUZO TAMURA, TUNICAMYCIN, A NEW ANTIBIOTIC. "I, The Journal of Antibiotics." 1971年 24巻 4号 p.215-223, doi:10.7164/antibiotics.24.215, 日本感染症医薬品協会
- 田村學造、「火落酸からツニカマイシンへ」 『化学と生物』 1984年 22巻 9号 p.617-619, doi:10.1271/kagakutoseibutsu1962.22.617, 日本農芸化学会
- Y Misumi, Y Misumi, K Miki, A Takatsuki, G Tamura and Y Ikehara., "Novel blockade by brefeldin A of intracellular transport of secretory proteins in cultured rat hepatocytes.", August 25, 1986, The Journal of Biological Chemistry., 261, 11398-11403
- 田村學造、「火落酸から麹菌の分子育種へ」 『日本醸造協会誌』 1994年 89巻 10号 p.793-804, doi:10.6013/jbrewsocjapan1988.89.793, 日本醸造協会

## 受賞・栄典
- 1959年4月 - 農芸化学賞 (日本農芸化学会)「火落菌の新生育因子Hiochic Acidに関する研究」
- 1978年4月 - 鈴木賞 (日本農芸化学会)「火落菌発育因子Hiochic Acidの発見および関連諸研究」
- 1984年6月 - 日本学士院賞・恩賜賞「火落酸の発見並びにイソプレノイドの関与する複合糖質の生合成阻害に関する研究」
- 1994年11月 - 勲三等旭日中綬章
- 1996年3月 - 日本農芸化学会名誉会員
- 1996年11月 - 文化功労者
- 2002年12月 - 勲二等旭日重光章